# Wendy Kilbourne
Wendy Kilbourne (* 29. června 1964, Los Angeles, Kalifornie, USA) je americká herečka.

## Filmografie (výběr)
- 1994 Nebe a peklo
- 1990 Dvanáctá vražda
- 1989 Turn Back the Clock
- 1988 Midnight Caller
- 1988 Going to the Chapel
- 1987 Nothing in Common
- 1986 Condor
- 1986 Sever a Jih
- 1985 Sever a Jih
- 1984 Vraždy podle kalendáře
- 1982 Matt Houston